# Дромолаксия
Дромолаксѝя (на гръцки: Δρομολαξιά, Дромолакся̀) е село в Кипър, окръг Ларнака. Според статистическата служба на Република Кипър през 2001 г. селото има 4994 жители.
Намира се до Международното летище в Ларнака.